# Mitchel Steenman
Mitchel Steenman (Dirksland, 17 juni 1984) is een Nederlandse roeier. Hij won meerdere nationale titels en werd wereldkampioen bij de neo-senioren. Ook vertegenwoordigde hij Nederland tweemaal op de Olympische Spelen, maar won tot op heden nog geen medailles.
In 2005 won hij met Olaf van Andel een gouden medaille op het WK voor neo-senioren op de Twee zonder stuurman. Op de Olympische Spelen van 2008 in Peking kwalificeerde hij zich met de Holland Acht via de herkansing voor de finale. In de finale werd het Nederlandse team vierde in 5.29,26. De Holland acht kwalificeerde zich ternauwernood voor de Spelen door bij de wereldbekerwedstrijden in het Poolse Poznań met een overwinning het laatste olympische slot te bemachtigen.
Met de Oude Vier van Skadi wist Steenman vijf opeenvolgende edities van de Varsity (2006 tot en met 2010) te winnen. 
In 2012 maakte hij opnieuw deel uit van de acht die zich voor de Olympische Spelen wist te kwalificeren. Tijdens de Spelen bereikte de Holland acht opnieuw de finale. In 2014 behaalde Steenman in de twee zonder samen met Rogier Blink zilver op de Europese kampioenschappen in Belgrado, Servië.
Sinds 2002 roeit hij bij ARSR Skadi in Rotterdam. Zijn vader en zus Katie roeien ook.

## Nationale Titels
- Nederlands kampioen (twee zonder stuurman) - 2005, 2007, 2009
- Nederlands kampioen (acht met stuurman) - 2005, 2007, 2008, 2012
- Wereldkampioen neo-senioren (twee zonder stuurman) - 2005
- Nederlands kampioen neo-senioren (twee zonder stuurman) - 2004
- Nederlands juniorenkampioen (indoor roeien) - 2002
- Nederlands kampioen neo-senioren (vier zonder stuurman) - 2002
- Nederlands juniorenkampioen (twee zonder stuurman) - 2001
- Nederlands juniorenkampioen (vier zonder stuurman) - 2001
- Nederlands juniorenkampioen (acht met stuurman) - 2001

## Palmares

### Twee zonder stuurman
- 2001: 6e Wereldkampioenschappen junioren Duisburg
- 2005:  WK neo-senioren
- 2006: 8e Wereldbeker in München
- 2006: 5e Wereldbeker in Luzern
- 2006: 14e WK in Eton
- 2009:  Wereldbeker München
- 2012:  Europese Kampioenschappen Varese
- 2013:  WK in Chungju
- 2014:  Europese Kampioenschappen Belgrado
- 2016:  Europese Kampioenschappen Brandenburg an der Havel

### Vier zonder stuurman
- 2002: 4e WK junioren
- 2003: 10e WK neo-senioren

### Acht met stuurman
- 2004:  WK studenten
- 2005: 4e Wereldbeker in Eton
- 2005: 4e Wereldbeker in Luzern
- 2005: 8e WK in Gifu
- 2007: 6e Wereldbeker in Linz/Ottezheim
- 2007: 8e Wereldbeker in Amsterdam
- 2007: 5e Wereldbeker in Luzern
- 2007: 10e WK in München
- 2008: 7e Wereldbeker in München
- 2008: 8e Wereldbeker in Luzern
- 2008:  Olympisch Kwalificatietoernooi
- 2008: 4e Olympische Spelen
- 2009:  Worldcup Luzern
- 2009:  WK Poznan
- 2012: 5e Olympische Spelen

Olivier Siegelaar · 
Rogier Blink · 
Jozef Klaassen · 
Meindert Klem · 
David Kuiper · 
Reinder Lubbers ·  
Mitchel Steenman · 
Olaf van Andel · 
Diederik Simon · 
Peter Wiersum (stuurman)
Rogier Blink · 
Roel Braas · 
Sjoerd Hamburger · 
Jozef Klaassen · 
Olivier Siegelaar · 
Diederik Simon · 
Mitchel Steenman · 
Matthijs Vellenga · 
Peter Wiersum (stuurman)